# Mészégető
Mészégető (1899-ig Vapenik, szlovákul: Vápeník, ukránul: Vapenik) község Szlovákiában, az Eperjesi kerület Felsővízközi járásában.

## Fekvése
Felsővízköztől 13 km-re északra, az Alacsony-Beszkidek északi részén, a lengyel határ mellett 448 m magasan fekszik.

## Története
A falu 1573 és 1598 között a vlach jog alapján ruszinok betelepítésével keletkezett. 1600-ban említik először „Vapene Uiszeswidnicze” néven. 1618-ban már két településből, Alsó- és Felső-Wapennikből állt. A két település 1697 előtt olvadt össze. 1713-1714-ben csaknem teljesen elnéptelenedett. 1787-ben 26 házában 159 lakosa volt.
A 18. század végén Vályi András így ír róla: „VAPENIK. Orosz falu Sáros Várm. földes Ura Gr. Áspermont Uraság, lakosai többen ó hitüek, fekszik Zboróhoz 1 1/2 órányira; határja sovány, fája elég van.”
1828-ban 26 ház és 208 lakos élt a településen. Lakói mezőgazdasággal, bognár és asztalosmesterséggel, állattartással foglalkoztak. A 19. század közepétől sokan kivándoroltak a faluból.
Fényes Elek 1851-ben kiadott geográfiai szótárában így ír a faluról: „Vapenik, Sáros v. orosz falu, a makoviczi urad., Duplin fil., 11 romai, 195 g. kath., 13 zsidó lak. G. kath. paroch. templom. Ut. p. Orlich.”
1920 előtt Sáros vármegye Felsővízközi járásához tartozott.

## Népessége
| Év:            | 1994. | 2004.    | 2014.    | 2024.   |
| -------------- | ----- | -------- | -------- | ------- |
| Emberek száma: | 62    | 47       | 41       | 37      |
| Eltérés:       |       | -24,19 % | -12,76 % | -9,75 % |

| Év:            | 2023. | 2024. |
| -------------- | ----- | ----- |
| Emberek száma: | 37    | 37    |
| Eltérés:       |       | +0 %  |

1910-ben 147, túlnyomórészt ruszin lakosa volt.
2001-ben 52 lakosából 24 ruszin és 23 szlovák volt.
2011-ben 41 lakosából 23 szlovák és 15 ruszin.

## Nevezetességei
Ortodox temploma 1888-ban épült.